# Just a Girl
 (décembre 2021).
Si vous disposez d'ouvrages ou d'articles de référence ou si vous connaissez des sites web de qualité traitant du thème abordé ici, merci de compléter l'article en donnant les références utiles à sa vérifiabilité et en les liant à la section « Notes et références ».
 (décembre 2021).
La mise en forme du texte ne suit pas les recommandations de Wikipédia : il faut le « wikifier ».
Les points d'amélioration suivants sont les cas les plus fréquents :
- Les titres sont pré-formatés par le logiciel. Ils ne sont ni en capitales, ni en gras.
- Le texte ne doit pas être écrit en capitales (les noms de famille non plus), ni en gras, ni en italique, ni en « petit »…
- Le gras n'est utilisé que pour surligner le titre de l'article dans l'introduction, une seule fois.
- L'italique est rarement utilisé : mots en langue étrangère, titres d'œuvres, noms de bateaux, etc.
- Les citations ne sont pas en italique mais en corps de texte normal. Elles sont entourées par des guillemets français : « et ».
- Les listes à puces sont à éviter, des paragraphes rédigés étant largement préférés. Les tableaux sont à réserver à la présentation de données structurées (résultats, etc.).
- Les appels de note de bas de page (petits chiffres en exposant, introduits par l'outil «  Source ») sont à placer entre la fin de phrase et le point final[comme ça].
- Les liens internes (vers d'autres articles de Wikipédia) sont à choisir avec parcimonie. Créez des liens vers des articles approfondissant le sujet. Les termes génériques sans rapport avec le sujet sont à éviter, ainsi que les répétitions de liens vers un même terme.
- Les liens externes sont à placer uniquement dans une section « Liens externes », à la fin de l'article. Ces liens sont à choisir avec parcimonie suivant les règles définies. Si un lien sert de source à l'article, son insertion dans le texte est à faire par les notes de bas de page.
- La présentation des références doit suivre les conventions bibliographiques. Il est recommandé d'utiliser les modèles {{Ouvrage}}, {{Chapitre}}, {{Article}}, {{Lien web}} et/ou {{Bibliographie}}. Le mode d'édition visuel peut mettre en forme automatiquement les références.
- Insérer une infobox (cadre d'informations à droite) n'est pas obligatoire pour parachever la mise en page.

Pour une aide détaillée, merci de consulter Aide:Wikification.
Si vous pensez que ces points ont été résolus, vous pouvez retirer ce bandeau et améliorer la mise en forme d'un autre article.
Singles de No Doubt
Doghouse
(1994) Spiderwebs
(1995)
Just a Girl est une chanson new wave du groupe américain No Doubt, tirée de leur troisième album  Tragic Kingdom (1995). Sortie le 21 septembre 1995 aux États-Unis comme single principal, elle a été écrite par Gwen Stefani et Tom Dumont, et produite par Matthew Wilder. Elle est également présente sur l'album de 2003 de compilation, The Singles 1992–2003. Au niveau des paroles, Just a Girl décrit la perspective de Stefani de la vie d'une femme, et ses luttes contre des parents stricts. Just a Girl est la première chanson que Stefani a écrite sans l'aide de son frère Eric.
Just a Girl a reçu des avis positifs de la part des critiques musicaux, qui ont loué les paroles féministes et la voix de Stefani. Le single est généralement considéré comme celui ayant propulsé la carrière du groupe. Just a Girl est devenu le premier single classé de No Doubt aux États-Unis, atteignant le 23ème rang du Billboard Hot 100 et entrant dans les palmarès Alternative Songs, Hot Rock Songs, et Mainstream Top 40. Il est également entré dans le top 10 de plusieurs autres pays, notamment l'Australie, l'Irlande, la Nouvelle-Zélande, la Norvège et le Royaume-Uni.
Un vidéoclip a été réalisé par Mark Kohr et montre Stefani chantant dans des toilettes propres et extrêmement bien entretenues, pendant que les membres masculins jouent de leurs instruments dans des toilettes mitoyennes sales et délabrées. Les hommes finissent par rejoindre par divers moyens les toilettes des femmes et commencent à y danser.
No Doubt, et Stefani individuellement, ont interprété la chanson en concert, notamment lors de la première série de concerts du groupe, Tragic Kingdom World Tour (1995-1997), durant la partie du milieu de la tournée Rock Steady Tour 2002, et dans le cadre de rappels durant la tournée solo de Stefani This Is What the Truth Feels Like en 2016. Stefani a nommé sa résidence de concert 2018-2019 à Las Vegas d'après le single. Il a également été repris et samplé dans d'autres œuvres de plusieurs musiciens. 